# اکتاویس

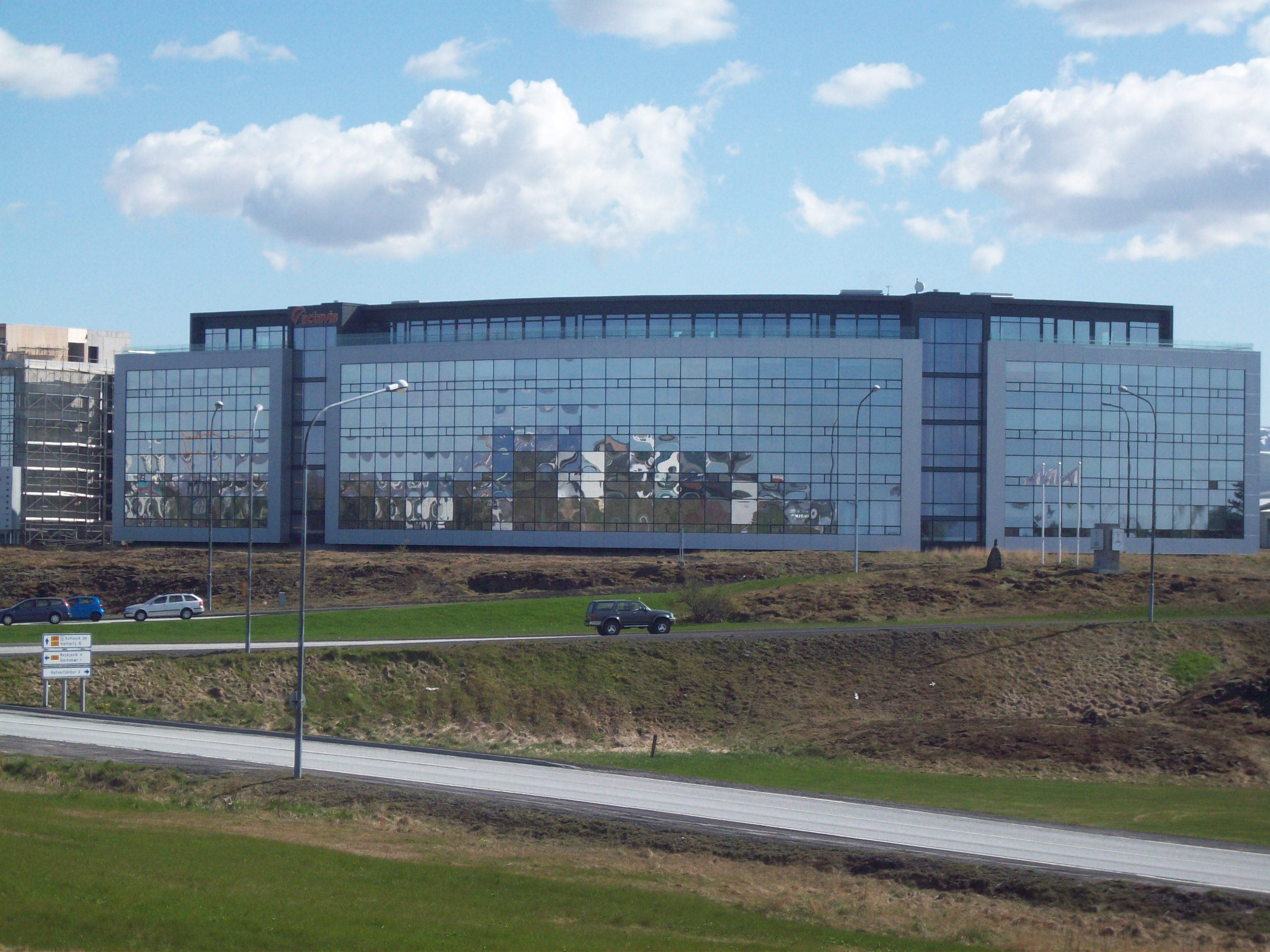
ساختمان مرکزی اکتاویس

اکتاویس (به انگلیسی: Actavis) شرکت داروسازی آمریکایی است، که در سال ۱۹۸۴ توسط آلن چاو و دیوید هسیا تأسیس شد و فعالیت خود را با ۶ کارمند در ملکی اجاره‌ای واقع در لیبرتی‌ویل، ایلینوی آغاز نمود.
این شرکت در طول ۲ دهه، از طریق فرایند خریداری و ادغام، گسترش یافت. در سال ۲۰۰۰ با خریداری شرکت دارویی شرینگ و ادغام آن، فعالیت‌های شرکت دو برابر افزایش یافت. در سال ۲۰۰۶ با تصاحب شرکت اندرکس کورپوریشن، تا رتبه سومین شرکت داروسازی ایالات متحده، بالا آمد. در سال ۲۰۰۷ با خریداری شرکت‌های ادن بایودیزاین و آرو گروپ، به بازار ۲۰ کشور اروپایی وارد شد و در نهایت در سال ۲۰۱۲ در پی تصاحب شرکت اسکنت، که پنجمین تولیدکننده دارو در استرالیا می‌باشد، به بازار اقیانوسیه و آسیا دست یافت.
شرکت اکتاویس در حال حاضر با در اختیار داشتن ۳۶ کارخانه تولید دارو، در رتبه ۱۷ از بزرگترین شرکت‌های داروسازی قرار دارد. دفاتر مرکزی این شرکت در پارسیپنی-تروی هیلز، نیوجرسی و دوبلین، ایرلند قرار دارند و بخشی از سهام آن در بازار بورس نیویورک معامله می‌شود.